# Brunswick (Nebraska)
Pour les articles homonymes, voir Brunswick.
Brunswick est un village du comté d'Antelope, dans l'État du Nebraska, aux États-Unis. En 2020, il comptait une population de 152 habitants.